# Erwin Schnell
Erwin Schnell (* 21. Oktober 1885 in Kronstadt; † 7. August 1980 in Nußloch bei Heidelberg) war ein deutscher Jäger, Diplomlandwirt, Diplom-Ingenieur, promovierter Chemiker und Schriftsteller siebenbürgisch-sächsischer Herkunft.

## Leben
Erwin Schnell wurde als Sohn des königlich Öffentlichen Notars Carl Schnell (1841–1905) und dessen Gattin Frieda, geb. Stenner (1846–1932), Tochter des Kaufmanns Friedrich Stenner, geboren.
Bis 1902 besuchte er das Evangelische Gymnasium in Kronstadt, dann jenes in Schäßburg, wo er 1905 kurz nach dem frühen Tod seines Vaters die Reifeprüfung ablegte. Er besuchte nach dem Abitur die landwirtschaftliche Akademie in Ungarisch-Altenburg. 1908 erhielt er das Landwirtschaftliche Diplom. Nach dem Diplom zog er nach Berlin, wo er 1912 zum Dr. phil. promovierte. 1913 war er Assistent am Institut für Gärungsgewerbe der Landwirtschaftlichen Hochschule Berlin, 1914 Inspektor und Laboratoriumsleiter der lett-, kur- und livländischen Spiritus-Fabriken mit Sitz in Reval (Estland).
Von 1914 bis 1918 diente er im Ersten Weltkrieg, zuletzt als Artillerie-Oberleutnant der Reserve, und wurde mit dem Militärverdienstkreuz 3. Klasse mit Kriegsdekoration und Schwertern ausgezeichnet.
Nach dem Krieg war er von 1919 bis 1927 bei der Kronstädter Firma Friedrich Czell und Söhne tätig und leitete von 1927 bis 1945 als Staatsbeamter eine Tabakfabrik in Altrumänien. In den Jahren 1945 bis 1949 arbeitete er in der Jekelius-Apotheke in Kronstadt und anschließend bis 1962 als Chemiker im Laboratorium der Traktorenwerke in Kronstadt. 1965 wanderte er in die Bundesrepublik Deutschland aus.
Schnell unternahm nach Russland, Finnland, Schweden, Dänemark, England, Frankreich und Italien ausgedehnte Reisen. Seine Leidenschaft galt der Jagd in den Karpaten. Über seine dortigen Jagderfahrungen schrieb er mehrere Bücher und Artikel in Jagdzeitschriften, an denen er aktiv mitarbeitete.
Erwin Schnell war verheiratet und hatte zwei Töchter. Bis zu seinem Tod war er in der siebenbürgischen Gemeinde in Deutschland aktiv.

## Werke
- Die auf Produkten der Landwirtschaft und der landwirtschaftlichen Gewerbe vorkommenden Oospora (Oidium) lactis Varietäten.,Fischer, Jena: 1912
- Einige Begegnungen mit unsrem Urwild. Wanderer 6 (1926), S. 20–24, 60–63, 79–81.
- Die Lockjagd. Wanderer 6 (1926), S. 122–125.
- Einiges über Mikroorganismen: Schimmel, Hefe und Bakterien. Kronst. Ztg (1926), Nr. 77, 79.
- Auerhahnbalz. Kronst. Ztg 90 (1926), Nr. 81.
- Mein Haselhuhnspezialist. Kronst. Ztg 93 (1929), Nr. 71, 72.
- Abenteuerliche Fahrt [Erzgebirge]. Kronst. Ztg 94 (1930), Nr. 143.
- Hedda. Ein Lebensbild. Karp.-Weidw. 2 (1930), S. 35–37, 57–59.
- Rio „Plauderei“. Kronst. Ztg 96 (1932), Nr. 279.
- Ein Lausbub reift zum Mann. Erinnerungen an das alte Kronstadt aus einem Lebens- und Zeitbild Selbstbiographie, Bläschke, Sankt Michael 1979.
- Jagdgeschichten aus Siebenbürgen.Frick-Verl., Wien 1951
- Bärenbäume und andere Zeichen der Bären in den siebenbürgischen Karpaten. Das Tier (1966), Nr. 5.
- Der Teufel im Geisterwald. Südostdtsch. Vjbll. 15 (1966), S. 220, 260.
- Man muß sich nur zu helfen wissen. Der deutsche Jäger (1966), Nr. 21.
- Ein ungewöhnlicher Pirschgang auf Bären. Der deutsche Jäger (1968), Nr. 19.
- Ein unbedingtes Kriterium. Ein Käferwirtshaus. Sinne und Finni. Südostdtsch. Vjbll. 19 (1970), S. 235.
- Erlebnisse bei der Auerhahnbalz. Der deutsche Jäger (1972), Nr. 2.
- TschiuTg.anzeiger Zürich (1974)
- Meine Spitalsgenossen. Ein siebenbürgisches Erlebnis. Südostdtsch. Vjbll. 24 (1975), S. 166.
- Alarm in Dänemark. Südostdtsch. Vjbll. (1977), S. 119.
- Büchsen- und Spaßmacher Fritz von Bömches †. Siebenb. Ztg 28 (1978), 16. März.
- Ein Bummel durch Altheidelberg. Mein erster Stadtbummel im neuen Vaterland, 1963. Südostdtsch. Vjbll. 27 (1978), S. 117.
- Retter und Geretteter. Südostdtsch. Vjbll. 28 (1979), S. 196.
- Mit 88 Jahren noch im Sattel. Reit-, Rheuma- und Jagdreminiszenzen. J. G. Bläschke, Darmstadt 1974